# Christian Andreas Julius Reventlow

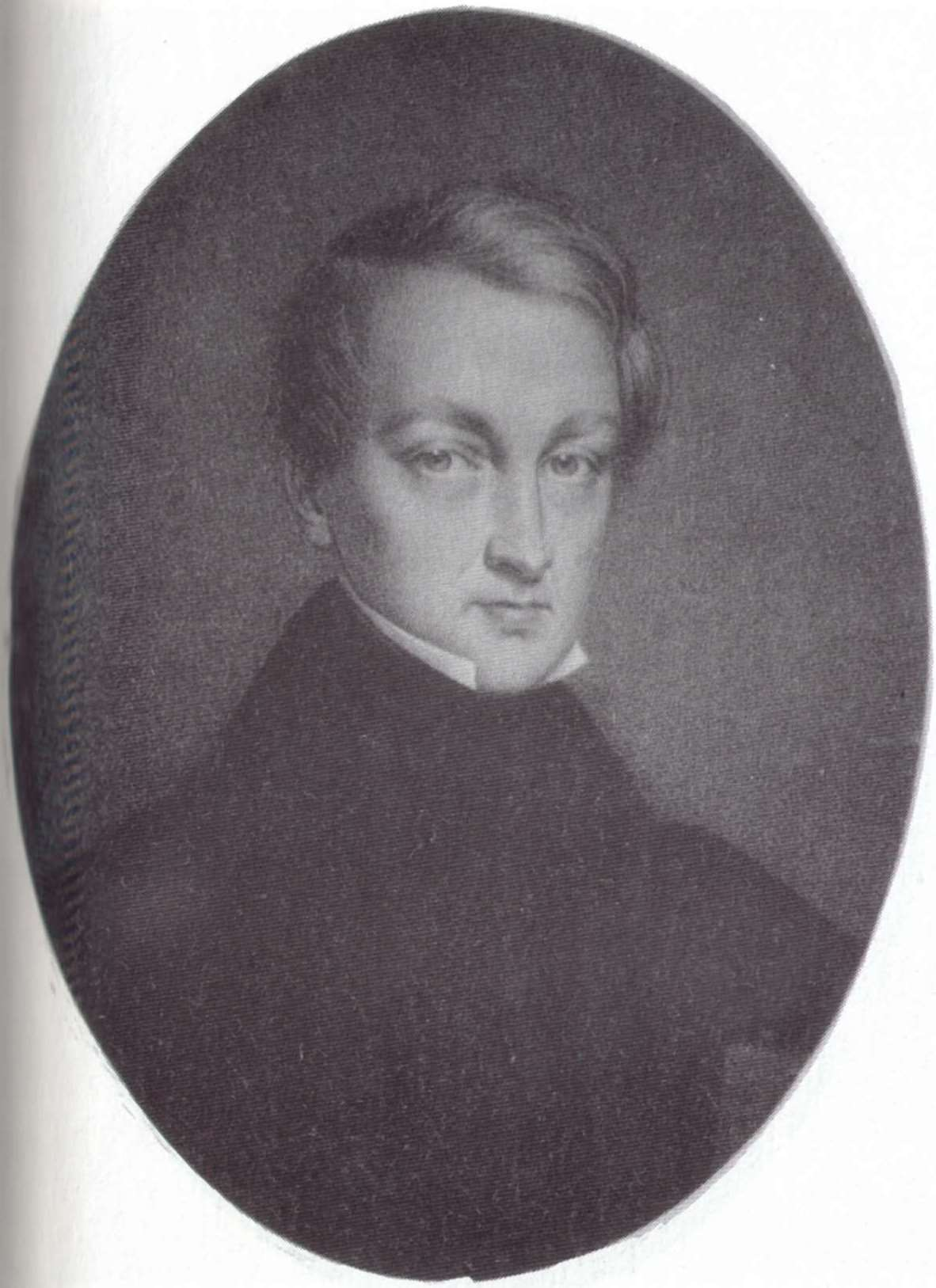
Christian Andreas Julius Reventlow

Christian Andreas Julius Reventlow (* 7. November 1807 auf Gut Kaltenhof in Dänischenhagen; † 27. März 1845 in Bordesholm) war ein deutscher Verwaltungsjurist in dänischen Diensten.

## Leben
Christian von Reventlow entstammte dem Älteren Haus des schleswig-holsteinischen Uradelsgeschlecht (Equites Originarii) von Reventlow. Er war ein Sohn des königlich dänischen Kammerherrn und Generalmajors Graf Heinrich von Reventlou (1763–1848), Gutsherr auf Falkenberg, Erbherr auf Wittenberg (Martensrade) und Kaltenhof, und seiner Frau Sophie Anna, geb. Gräfin von Baudissin (1778–1853). Heinrich, Friedrich und Ernst Christian von Reventlow waren seine Brüder. Er war verheiratet mit Georgine von Löwenstern, der Tochter von Baron Georg Heinrich von Löwenstern und der Schwester von Baron Adelbert von Löwenstern. Seine Schwester Elisabeth Cornelia (1804–1890) heiratete Josias Friedrich Ernst von Heintze-Weissenrode.
Während seines Studiums an der Christian-Albrechts-Universität zu Kiel schloss er sich 1826 dem Corps Holsatia an. Anschließend setzte er sein Studium in Georg-August-Universität Göttingen fort, wo er sich auch der Göttinger Holsatia anschloss. Später wurde er noch Angehöriger des Corps Slesvica Kiel.
Von 1841 bis 1845 war er Amtmann des Amtes Bordesholm und königlich-dänischer Kommissar beim Bau der ersten schleswig-holsteinischen Eisenbahnstrecke von Altona nach Kiel.
Sein Vorgänger als Amtmann war sein Bruder Graf Heinrich von Reventlow, der seit 1839 dieses Amt wahrnahm. Sein Nachfolger war sein Schwager Josias Friedrich Ernst Freiherr von Heintze, der bis 1855 Amtmann blieb.